# Problepsis venus
Problepsis venus är en fjärilsart som beskrevs av Thierry-mieg 1905. Problepsis venus ingår i släktet Problepsis och familjen mätare. Inga underarter finns listade i Catalogue of Life.